# ونجرمودو
ونجرمودو (به انگلیسی: Venjarammoodu) یک روستا در هند است که در کرالا واقع شده‌است.